# Барбера (Бјела)
Барбера је насеље у Италији у округу Бијела, региону Пијемонт.
Према процени из 2011. у насељу је живело 63 становника. Насеље се налази на надморској висини од 220 м.